# Chula Vista, Kalifornija
Chula Vista je grad u američkoj saveznoj državi Kaliforniji, u okrugu San Diego. Godine 2009. imao je 233.108 stanovnika, čime je bio drugi po veličini grad okruga, iza San Diega.
Grad se nalazi južno od San Diega, udaljen 12 km od meksičke granice. Oko polovice stanovništva su Latinoamerikanci.

## Vanjske poveznice
- Službena stranica (engl.)

### Ostali projekti
|  | Zajednički poslužitelj ima još gradiva o temi Chula Vista, Kalifornija |